# Laguna del Sauce
La Laguna del Sauce és una llacuna del sud-est de l'Uruguai, ubicada al departament de Maldonado. Amb una superfície de 70 km², és la reserva d'aigua dolça més gran de Maldonado.
Té una profunditat d'entre 6,5 i 14 metres. A l'extrem meridional de la llacuna es troba l'Aeroport Internacional Capitán Corbeta CA Curbelo. La llacuna està envoltada per nombrosos turons, com el Pan de Azúcar, el de la Gloria, Los Zorros, Aconcagua, El Escondido, Las Cumbres, entre d'altres.